# Карфур (город)
Карфур (фр. Carrefour, гаит. креол. Kafou) — второй по величине город Гаити. Является юго-западным пригородом столицы страны города Порт-о-Пренс. Население — 511 345 чел. (2015).

## Общие сведения
- Расположение: Карфур находится на юго-западе Гаити, к северо-западу от столицы страны, Порт-о-Пренса. Город расположен на побережье, что придает ему стратегическое значение.
- Население: По последним данным, численность населения Карфура составляет около 500 000 человек, что делает его одним из крупных городов в Гаити.

## История и культура
- История: Карфур был основан в колониальные времена и имеет богатую историю. Как и многие города Гаити, он пережил ряд исторических событий, включая землетрясение 2010 года, которое затронуло большую часть страны.
- Культура: Город имеет богатую культуру, в которой сочетаются элементы гаитянской традиции и современности. В Карфуре можно найти множество местных рынков, культурных и общественных мероприятий.

## Экономика и инфраструктура
- Экономика: Экономика Карфура основана на различных секторах, включая торговлю, сельское хозяйство и местное производство. Город служит важным торговым узлом для окрестных районов.
- Инфраструктура: Карфур обладает развивающейся инфраструктурой, включая образовательные учреждения, медицинские центры и транспортные связи. Тем не менее, как и во многих городах Гаити, инфраструктура может сталкиваться с проблемами, связанными с экономическими и социальными вызовами.

## География и экология
- География: Город расположен в районе с тропическим климатом, характерным для Гаити, с сезонными дождями и относительно высоким уровнем температуры в течение всего года.
- Экология: Как и многие районы Гаити, Карфур сталкивается с экологическими вызовами, включая проблемы с управлением отходами и последствиями изменения климата.